# Bourg-lès-Valence
Bourg-lès-Valence er en commune i Drôme départementet i det sydøstlige Frankrig.
Under Tour de France 2010, var Bourg-lès-Valence målby for den 184,5 km lange 11. etape, der startede i Sisteron.